# Lycopodiella alopecuroides
Lycopodiella alopecuroides är en lummerväxtart som först beskrevs av Carl von Linné, och fick sitt nu gällande namn av Raimond Cranfill. Lycopodiella alopecuroides ingår i släktet strandlumrar, och familjen lummerväxter. Utöver nominatformen finns också underarten L. a. integerrima.